# Ronald Gërçaliu
Ronald Gërçaliu (Tirana, Albània, 12 de febrer de 1986), és un futbolista albanès, encara que també té nacionalitat austríaca. Juga de Defensa.

## Biografia
Ronald Gërçaliu va néixer a Tirana (Albània). Va començar a jugar al futbol en un equip de la seva ciutat natal, el Partizan de Tirana, quan era molt jove. Els seus pares van emigrar a Àustria el 1997. És per això que, el 2005, Gërçaliu obté la doble nacionalitat.
A Àustria va començar en les categories inferiors del SK Sturm Graz fins a la temporada 04-05 en la qual debuta amb el primer equip jugant de defensa en la banda esquerra.
El 2006 marxa per jugar al Red Bull Salzburg. Gairebé no va disposar d'oportunitats de jugar, així que aviat torna al seu antic club en qualitat de cedit.
El 3 de gener de 2007 fitxa per l'Àustria de Viena. Amb aquest club es proclama campió de la Copa d'Àustria.
La temporada 08-09 marxa per jugar al Red Bull Salzburg.

### Selecció Nacional
Ha estat internacional amb la Selecció de futbol d'Àustria en 14 ocasions. El seu debut com a internacional es va produir el 17 d'agost de 2005 en un partit contra Escòcia (2-2).
Va ser convocat per la seva selecció per disputar l'Eurocopa d'Àustria i Suïssa de 2008, on va disputar un partit.

## Clubs
| Club                | País     | Any       |
| ------------------- | -------- | --------- |
| SK Sturm Graz       | Àustria  | 2004-2005 |
| Red Bull Salzburg   | Àustria  | 2005-2006 |
| SK Sturm Graz       | Àustria  | 2006      |
| FK Àustria Viena    | Àustria  | 2006-2007 |
| Red Bull Salzburg   | Àustria  | 2007-2009 |
| SC Wiener Neustadt  | Àustria  | 2009-2010 |
| FC Ingolstadt 04    | Alemanya | 2010-2011 |
| ŁKS Łódź            | Polònia  | 2011-2012 |
| FC Erzgebirge Aue   | Alemanya | 2012-2013 |
| U Cluj              | Romania  | 2013-2014 |
| SC Rheindorf Altach | Àustria  | 2014-2015 |
| KF Tirana           | Albània  | 2015–2016 |

## Títols
- 1 Copa d'Àustria (Àustria de Viena, 2007)